# Carl Kehr
Carl Kehr, född den 6 april 1830 i Goldbach, död den 18 januari 1885 i Erfurt, var en tysk pedagog, far till Hans och Paul Fridolin Kehr.
Kehr blev seminarierektor 1871 i Gotha, 1873 i Halberstadt och 1884 i Erfurt. Hans verksamhet var av stor betydelse för det tyska folkskoleväsendets utveckling. Han utgav bland annat Praktische Geometrie für Volks- und  Fortbildungsschulen (1860; 8:e upplagan 1896), Der christliche Religionsunterricht in der Volksschule (1864; 4:e upplagan 1881), Die Praxis der Volksschule (1868; 12:e upplagan 1903; översatt till flera språk; en svenskspråkig bearbetning utkom 1871 i Helsingfors), Geschichte der Methodik des deutschen Volksschulunterrichts (1877-82; 2:a upplagan 1887-93). Från 1872 redigerade Kehr "Pädagogische Blätter für Lehrerbildung und Lehrerbildungsanstalten".